# George Coppin

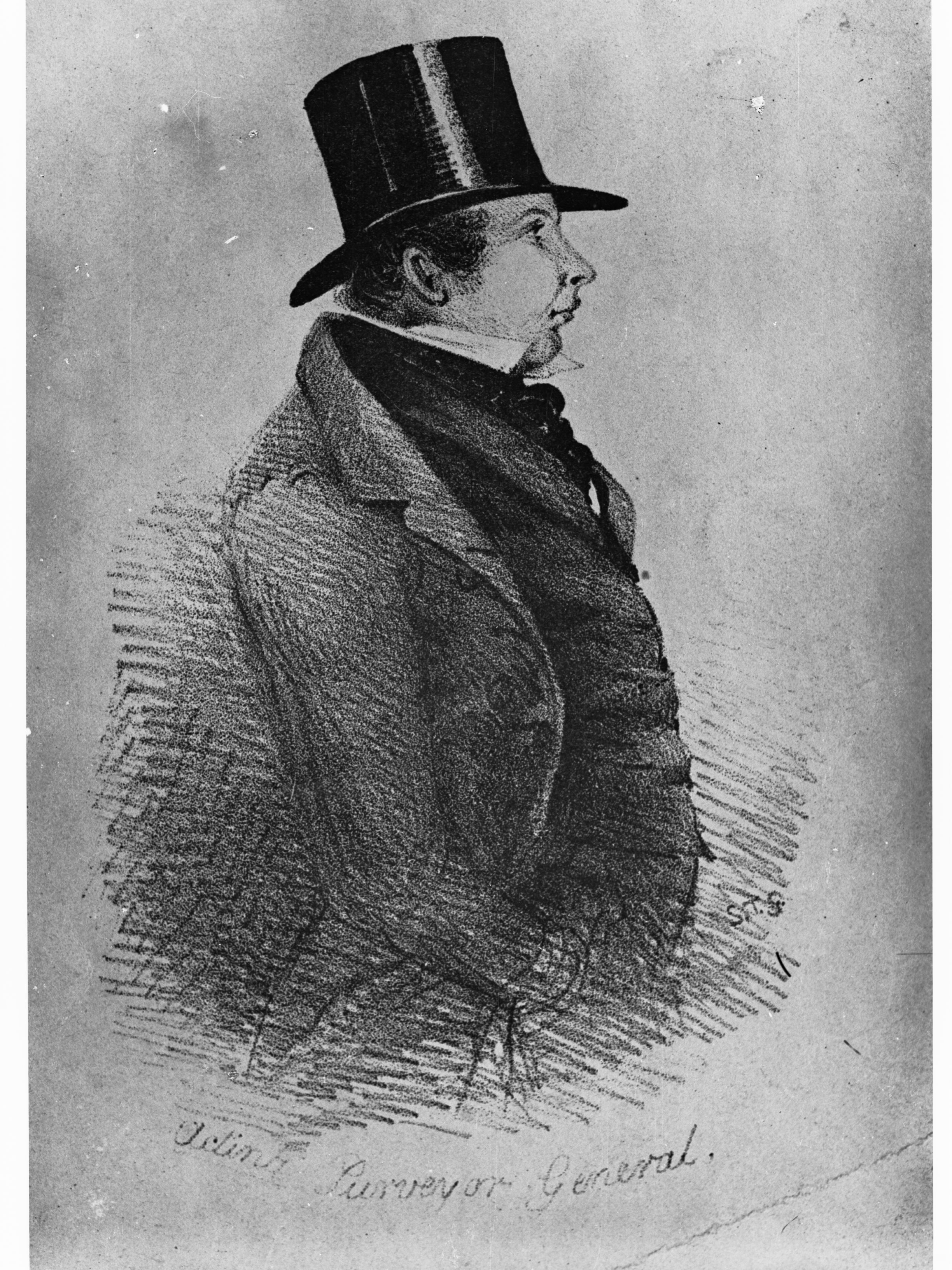
George Selth Coppin auf einer Skizze von Samuel Thomas Gill

George Selth Coppin (* 8. April 1819 in Steyning; † 14. März 1906 in Melbourne) war ein englisch-australischer Schauspieler, Theaterunternehmer und Politiker.

## Leben
Coppin verbrachte seine Kindheit mit einer Wanderschauspieler-Gruppe, die von seinem Vater geleitet wurde. Er lernte früh die Geige zu spielen und trat ab 1826 mit seiner Schwester in den Stücken der Truppe auf. Ab etwa 1835 arbeitete er für verschiedene Provinztheater. 1842 lernte er am Abbey Street Theatre die neun Jahre ältere Schauspielerin Maria Watkins Burroughs kennen, mit der er bis zu deren frühem Tod 1848 zusammenlebte.
Beide wanderten im gleichen Jahr nach Sydney aus, wo sie für eine Saison Arbeit in Joseph Wyatts Royal Victoria Theatre fanden. Das verdiente Geld, das Coppin in ein Hotel investierte, ging verloren, und er zog 1845 nach Hobart. Dort war er kurze Zeit Manager eines Theaters und zog dann mit der Mehrzahl von dessen Schauspielern nach Launceston und später nach Melbourne. Dort eröffnete er in Konkurrenz zu Francis Nesbitts Melbourne Co. das Queen's Theatre Royal. 1846 zog er weiter nach Adelaide und gründete dort in einem umgebauten Billardsaal der Temple Tavern das New Queen's Theatre. 1848 übertrug er die Leitung des Theaters an John Lazar und betätigte sich als Leiter der Auction Mart Tavern, Rennstallbesitzer und Züchter von Rennpferden.
1850 kehrte er als Partner von Lazar zum Theater zurück und eröffnete das renovierte New Queen's Theatre als Royal Victoria Theatre neu, das bis 1868 das führende Theater in Adelaide blieb. Der Zusammenbruch von Spekulationen um Goldminen und Kupferbergbau in Victoria brachte ihn Ende 1851 in die Insolvenz, und er kehrte 1853 nach England zurück. Er trat in London im Haymarket Theatre auf und engagierte in Birmingham den Schauspieler Gustavus Brooke und kehrte mit einem in Manchester für ihn vorproduzierten eisernen Theater nach Australien zurück.
In Melbourne eröffnete er im Dezember 1854 das Queen's Theatre mit Paul Pry in The Wandering Minstrel, Tony Lumpkin in She Stoops to Conquer, Demosthenes Dodge in The Artful Dodger und Billy Barlow. Im Februar 1855 trat dann Brooke in einer erfolgreichen Aufführung des Othello auf. Im Sommer 1855 eröffnete er sein vorfabriziertes Olympic Theatre, das als Iron Pot bekannt wurde. Nach der Insolvenz von John Black übernahm er 1856 auch noch dessen Theatre Royal.
Im September 1856 machte er Brooke zu seinem Geschäftspartner, und beide besaßen nun das Olympic Theatre und das Theatre Royal, an denen im Wechsel Dramen und Opern gegeben wurden, den Cremorne Gardens Amusement Park, Astley’s Amphitheatre (später Princess Theatre) und außerdem vier Hotels.
1858 ging Coppin in die Politik. Er wurde Stadtrat in Richmond und Abgeordneter im Legislative Council, dem Oberhaus des Parlaments von Victoria. Dies führte zum Bruch der Partnerschaft mit Brooke, der das Royal Hotel und das Theatre Royal erhielt. Coppin übernahm das Olympic Theatre, aus dem er das erste türkische Bad Melbournes machte, und die Cremorne Gardens. Als Schauspieler konnte er wegen seiner politischen Funktionen nur noch zu wohltätigen Zwecken auftreten.
1862 baute Coppin das Haymarket Theatre mit der zugehörigen Apollo Music Hall, für dessen Eröffnung er Joseph Jefferson engagierte, und verkaufte die Cremorne Gardens. 1863 schied er aus dem Legislative Council aus und begann wieder als Schauspieler zu arbeiten. Er trat in den Goldfeldern von Victoria, in Sydney und Dunedin auf und unternahm mit Charles und Ellen Kean eine Tournee durch Australien. Er begleitete die Keans als deren Agent 1864 nach San Francisco und 1865 nach New York.
1866 kehrte er nach Australien zurück und tourte in den nächsten Jahren als Schauspieler durch die britischen Kolonien. 1872 erhielt er die Leitung des Royal Theatre wieder, das aber kurz darauf unversichert niederbrannte. Er pachtete umgehend das Land, auf dem das Theater gestanden hatte, und gründete die Theatre Royal Pty Association Ltd, die Geld für den Bau eines neuen Theaters beschaffte, das noch im gleichen Jahr gebaut wurde. Für dieses engagierte er James Cassius Williamson und dessen Frau Maggie Moore. Von 1881 bis 1882 war er alleiniger Pächter des Theaters, außerdem betrieb er noch eine Urheberrechts-Agentur im Auftrag der Dramatic Authors’ Association. Daneben war er von 1874 bis 1877 und von 1883 bis 1889 für East Melbourne Mitglied der Legislative Assembly, dem Unterhaus von Victoria, und von 1889 bis 1895 für Melbourne erneut Mitglied des Legislative Council.